# Finsko na Zimních olympijských hrách 1992
Finsko na Zimních olympijských hrách 1992 v Albertville reprezentovalo 69 sportovců, z toho 51 mužů a 18 žen. Nejmladším účastníkem byl Toni Nieminen (16 let, 255 dní), nejstarší pak Marja-Liisa Kirvesniemiová (36 let, 161 dní) . Reprezentanti vybojovali 3 medailí, z toho 3 zlaté, 1 stříbrnou a 3 bronzové.

## Medailisté
| Medaile | Jméno                                                         | Sport           | Disciplína                          |
| ------- | ------------------------------------------------------------- | --------------- | ----------------------------------- |
| Zlato   | Marjut Lukkarinenová                                          | Běh na lyžích   | Ženy 5 km klasicky                  |
| Zlato   | Toni Nieminen                                                 | Skoky na lyžích | Muži - velký můstek (K120)          |
| Zlato   | Risto Laakkonen Mika Laitinen Toni Nieminen Ari-Pekka Nikkola | Skoky na lyžích | Družstvo mužů - velký můstek (K120) |
| Stříbro | Marjut Lukkarinenová                                          | Běh na lyžích   | Ženy 15 km klasicky                 |
| Bronz   | Harri Eloranta                                                | Biatlon         | Muži - 10 km sprint                 |
| Bronz   | Jari Isometsa Harri Kirvesniemi Mika Kuusisto Jari Räsänen    | Běh na lyžích   | Muži - štafeta 4 x 10 km            |
| Bronz   | Toni Nieminen                                                 | Skoky na lyžích | Muži - střední můstek (K90)         |